# Antoniów (Pułaczów)
Antoniów – osada wsi Pułaczów w Polsce, położona w województwie świętokrzyskim, w powiecie kieleckim, w gminie Raków. Do 31 grudnia 2016 była to samodzielna osada.
W latach 1975–1998 osada należała administracyjnie do województwa kieleckiego.